# هرمز همایون‌پور
هرمز همایون‌پور (متولد ۲۳ شهریور ۱۳۱۸ در شیراز) مترجم ایرانی است. او برادر دوقلوی پرویز همایون‌پور است.

## زندگی
همایون‌پور تحصیلات متوسطه را در شیراز طی کرد، از دانشگاه تهران لیسانس علوم سیاسی گرفت و در سازمان امور اداری و استخدامی کشور استخدام شد. در دههٔ ۱۳۴۰ مدتی در مؤسسهٔ انتشارات فرانکلین کار می‌کرد و در تدوین دائرةالمعارف فارسی همکاری داشت. او سپس از دانشگاه تهران دکترای علوم سیاسی گرفت. بعد از انحلال فرانکلین، در سال ۱۳۶۶ مدیر بخش فرهنگی سازمان انتشارات و آموزش انقلاب اسلامی شد که بعدها در انتشارات علمی و فرهنگی ادغام شد. در سال ۱۳۷۳، نشر فرزان‌روز را تأسیس کرد و تا سال ۱۳۸۳ از دست‌اندرکاران آن بود. در سال ۱۳۸۱ فصلنامهٔ نقد و بررسی کتاب تهران را راه‌اندازی کرد.

## آثار
- اس‍ت‍رات‍ژی ب‍زرگ: ن‍اه‍م‍اه‍ن‍گ‍ی اس‍ت‍رات‍ژی‌ه‍ای م‍ل‍ی در دن‍ی‍ای‍ی ب‍ه ه‍م واب‍س‍ت‍ه، ه‍ل‍م‍وت اش‍م‍ی‍ت، ترجمهٔ هرمز همایون‌پور، س‍ازم‍ان ان‍ت‍ش‍ارات و آم‍وزش ان‍ق‍لاب اس‍لام‍ی، ۱۳۶۷
- امریکای فوق سری (نظام اطلاعاتی و امنیتی امریکا)، دانا پریست،ویلیام ام.آرکین، ت‍رج‍م‍هٔ ه‍رم‍ز ه‍م‍ای‍ون‌پ‍ور، انتشارات کندوکاو
- اندیشه عدالت آمارتیاکومار سن، مترجم وحید محمودی، مترجم هرمز همایون پور، انتشارات کندوکاو
- ب‍ح‍ث‍ی در ب‍اب خ‍ل‍ع س‍لاح، ج‍ان راب‍ی‍ن‍س‍ون و دی‍گ‍ران، ترجمهٔ هرمز همایون‌پور، آگاه، ۱۳۶۸
- ب‍رل‍ن‍ی‌ه‍ا: ان‍دی‍ش‍م‍ن‍دان ای‍ران‍ی در ب‍رل‍ن: م‍ج‍م‍وع‍هٔ م‍طال‍ع‍ات اج‍ت‍م‍اع‍ی، ج‍م‍ش‍ی‍د ب‍ه‍ن‍ام، دب‍ی‍ر م‍ج‍م‍وع‍ه ه‍رم‍ز ه‍م‍ای‍ون‌پ‍ور، ن‍ش‍ر ف‍رزان روز، ۱۳۷۹
- تاریخ تمدن: یونان باستان ویلیام جیمز دورانت، امیرحسین آریانپور (مترجم)، فتح الله مجتبایی (مترجم)، هوشنگ پیرنظر (مترجم)، نادر هدی (ویراستار)، خشایار دیهیمی (ویراستار)، هرمز همایون پور (ویراستار) ناشر: علمی و فرهنگی
- تامین اجتماعی در ایران و جهان: پیشینه تاریخی، نظام ها، و طرح های در دست اجرای کشورها از منظر بررسی تطبیقی: گزیده مقالات فصلنامه تامین اجتماعی هرمز همایون پور (گردآورنده) ناشر: موسسه عالی پژوهش تامین اجتماعی
- ت‍ح‍ولات س‍ی‍اس‍ی در ات‍ح‍اد ش‍وروی، ی‍ان دارب‍ی‌ش‍ر، ترجمهٔ هرمز همایون‌پور، س‍ازم‍ان ان‍ت‍ش‍ارات و آم‍وزش ان‍ق‍لاب اس‍لام‍ی، ۱۳۶۸
- ت‍ک‍وی‍ن دوم‍ی‍ن ج‍ن‍گ س‍رد ج‍ه‍ان‍ی، ف‍رد ه‍ال‍ی‍دی، ترجمهٔ هرمز همایون‌پور، آگاه، ۱۳۶۴
- ج‍ام‍ع‍ه م‍دن‍ی چ‍ی‍س‍ت؟ (ت‍اری‍خ‍چ‍ه، م‍ف‍ه‍وم، و ک‍ارک‍رد آن در ک‍ش‍وره‍ای ج‍ه‍ان)، ت‍دوی‍ن و ت‍ن‍ظی‍م از م‍ری‍م پ‍ی‍رن‍ظر، دبیر مجموعه هرمز همایون‌پور، ن‍ش‍ر ف‍رزان روز، ۱۳۷۹
- جهانی شدن و دولت رفاه بو سودرستن، هرمز همایون پور (مترجم)
- حیات پرفراز و نشیب آدولف هیتلر: ماجراهای سیاسی، نظامی و عشقی رهبر آلمان نازی، ویلیام شایرر، ترجمهٔ هرمز همایون‌پور، کتاب روشن، ۱۳۸۹
- در ناامیدی بسی امید است: خاطرات آلکساندر دوبچک دولتمرد مبارز کشور چکسلواکی و رهبر بهار پراگ در 1968، نازی عظیما (مترجم)، هرمز همایون پور (ویراستار)، ژیری هوکمان (ویراستار) ناشر: فرزان روز
- درسهای قرن بیستم: دو مصاحبه و دو گفتار منتشرنشده از کارل پوپر، ج‍ی‍ان‍ک‍ارل‍و ب‍وس‍ت‍ی، ت‍رج‍م‍هٔ ه‍رم‍ز ه‍م‍ای‍ون‌پ‍ور، نشر فرزان روز، ۱۳۹۵
- در ستایش دیوانگی دسیدریوس اراسموس، حسن صفاری (مترجم)، هرمز همایون پور (ویراستار) ناشر: فرزان روز
- دوبی سریع‌ترین شهر دنیا، جیم کرین، مترجم هرمز همایون‌پور، نشر نی
- دولت رفاه و حمایتهای اجتماعی، راهبردهای فقرزدایی کریستینا برانت، هرمز همایون پور (مترجم) ناشر: موسسه عالی پژوهش تامین اجتماعی
- دیاری دیگر: جهان اندیشه های گوستاو لوکلزیو برنده جایزه ادبیات نوبل 2008 ژان ماری گوستاو لوکلزیو، رضا داودی (مترجم)، سجاد تبریزی (مترجم)، هرمز همایون پور (ویراستار) ناشر: کتاب روشن
- ردای یونانی، املی نوتومب، زهرا سدیدی (مترجم)، هرمز همایون پور (ویراستار) ناشر: کتاب روشن
- سیاست فرهنگ: گفت وگو با: لاکو نوومسکی، میلان کوندرا، ایوان کلیما، واتسلاو هاول، یوزف اشکفورتسکی، ادوارد گولداشتوکر، لودویک واتسویک، یه ژی م آنتونین لیهم، فروغ پوریاوری (مترجم)، هرمز همایون پور (ویراستار) ناشر: آگاه
- سیاه جاودان، زندگی و مبارزات نلسون ماندلا، مترجم هرمز همایون پور، نشر فرزان روز
- فرهنگ، زبان، ترجمه (مجموعه مقالات) هرمز همایون پور، بابک قهرمان (مترجم) ناشر: وزارت فرهنگ و ارشاد اسلامی
- قرن بیستم و بحرانی جهانی به نام انقلاب روایت انقلاب مجموعه گزارشهایی مستند از: میلان کوندرا، گارسای مارکز، نادین گوردیمرT فروغ پوریاوری (مترجم)، هرمز همایون پور (ویراستار) ناشر: فرزان روزمکه شهر مقدس، شاهرخ حسین، مصباح خسروی (مترجم)، هرمز همایون پور (ویراستار)، ناشر: کتاب روشن
- مقدمات سیاست، استیون تانسی، مترجم هرمز همایون‌پور، نشر نی
- میهن پرست ایرانی (محمد مصدق و کودتای انگلیسی-امریکایی)، کریستوفر دوبلگ، ت‍رج‍م‍هٔ ه‍رم‍ز ه‍م‍ای‍ون‌پ‍ور، انتشارات کندوکاو
- نظریه رفاه، سیاست اجتماعی چیست، تونی فیتس پاتریک، هرمز همایون پور (مترجم) ناشر: موسسه عالی پژوهش تامین اجتماعی
- نظریه های رفاه جدید تونی فیتز پاتریک، هرمز همایون پور (مترجم)، جو کمپلینگ (ویراستار) ناشر: موسسه عالی پژوهش تامین اجتماعی
- نور جهان: ملکه ایرانی امپراتوری هند و دوران پرماجرای سلطنت جهانگیر، مترجم مسعود رفیع، ویراستار هرمز همایون پور، انتشارات کندوکاو